# 南房総市営バス

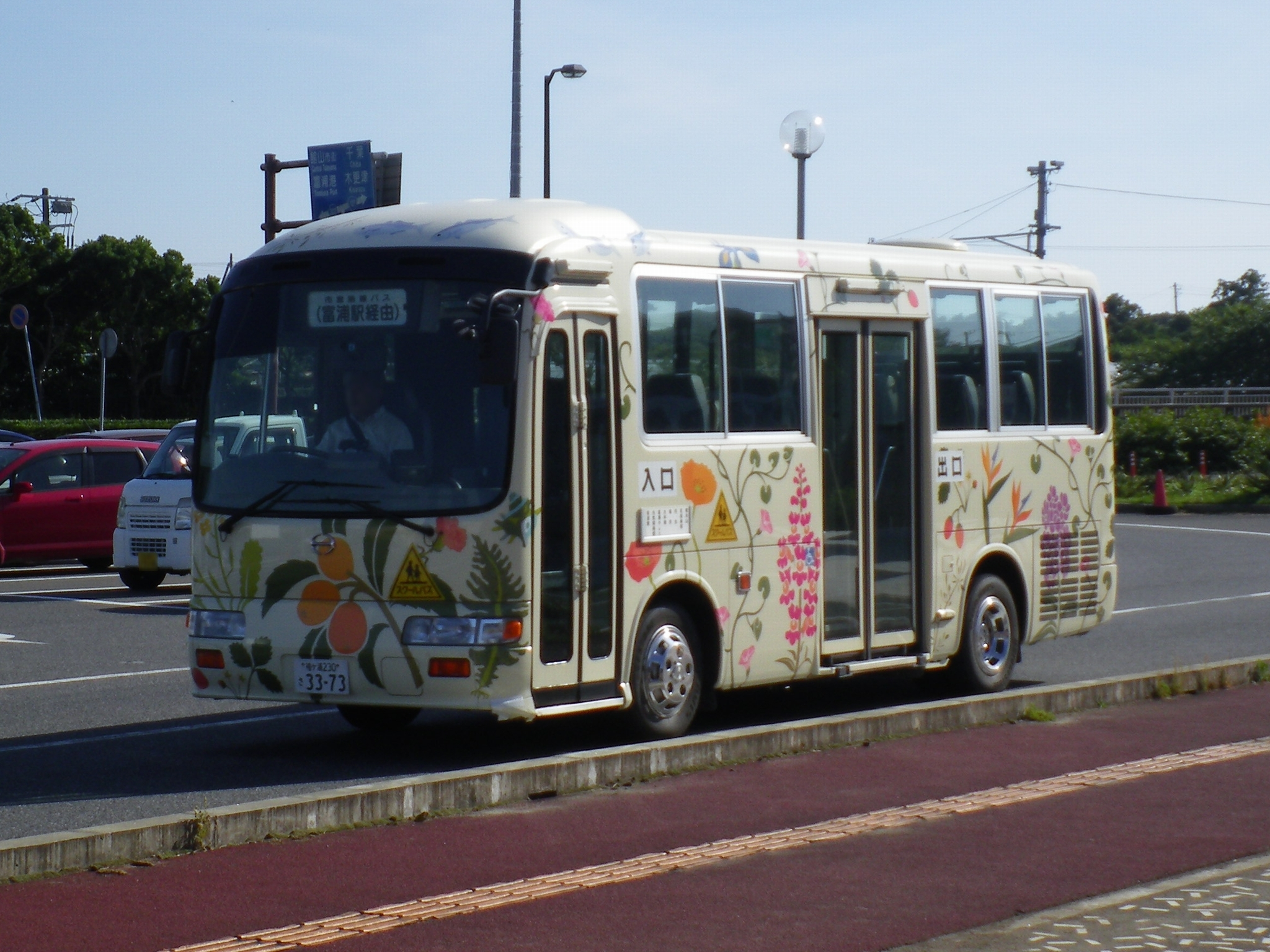
南房総市営バス「富浦ルート」の車両
日野・リエッセ

南房総市営バス（みなみぼうそうしえいバス）は、千葉県南房総市が運行するコミュニティバスである。
いずれの路線も、かつては館山日東バスへ委託していたが、会社統合後は日東交通（館山営業所）へ運行業務を委託している。日東交通（館山日東バス）の一般路線廃止による廃止代替バスである。
本項では、南房総市がかつて運行していた乗合タクシーについても記述する。

## 路線

### 現行路線

#### 富浦ルート「さざなみ号」
- 平日：富浦駅 - 丹生・福沢・仲尾沢・青木山 - 富浦駅
- 土休日：富浦駅 - 青木山 （- 大房岬） - 富浦駅

元々は日東交通（のち館山日東バス）の八束線（館山駅 - 大津間）として運行されていた路線を、1984年（昭和59年）の廃止に伴う代替として運行を開始したものである。当時は千葉県内唯一の町営バスだった。
市町村合併前の旧富浦町域を運行し、平日の一部便と土曜・休日の全便は電話予約によるデマンド運行を採っている。
さざなみ号の車体は、1993年のANA「マリンジャンボ」のデザインを手がけた千葉県出身のデザイナー大垣友紀惠によるデザインが施されている。

#### 富山ルート「トミー号」
- 荒川・山田・大井橋 - 国保病院前 - 合戸 - 岩井駅 - 小浦 （- 南無谷（なむや）） - 岩井駅 - 二部 - 国保病院前 - 荒川・山田

元々は館山日東バスの富山線（中央公民館 - 岩井駅 - 山田間など）及び平群線の一部区間（平群車庫 - 荒川間）として運行されていた路線を、1997年（平成9年）10月1日に富山町（当時）の直営バスとして運行開始したものである。
市町村合併前の旧富山町域を循環運行し、南無谷では館山日東バスの市内線と連絡する。一部の便・区間と合わせて、電話予約によるデマンド運行を採っている。
運行開始当初は、従来の対キロ運賃から均一運賃への変更により利用しやすくなったことから沿線住民からは好評を博した。

#### 混乗バス

##### 混乗バス丸山ルート
- 千歳駅 - 古川 - 丸山支所前 - 市場 - 川谷 - 大井細田

市町村合併前の旧丸山町で、1988年（昭和63年）10月にスクールバスに一般乗客を混乗させる形で運行を開始した。

##### 混乗バス北三原ルート
- 南三原駅 - 福祉センター前 - 唐ヶ作 - 小向ダム - 上三原

### 廃止路線

#### 乗合タクシー
三芳線
国保病院 - 平久里 - 滝田 - 大学口 - 山名 - 御庄 - 府中 - 谷向 - 道の駅鄙の里 - 安房地域医療センター - 九重地区
丸山線
大井（酪農のさと） - 川谷 - 石堂 - 前田 - 岩糸 - JR南三原駅 - 安馬谷 - 加茂 - スーパーおどや丸山店 - 沓見 - 三芳地区 - 道の駅鄙の里
富山国保病院 - 南三原駅線
国保病院 - 不寝見川 - 道の駅鄙の里 - 御庄 - 丸山地域センター - 古川 - 南三原駅
2013年（平成25年）4月より実証運行を開始。利用の際には事前の電話予約が必要（富山国保病院 - 南三原駅線を除く）。地区ごとに乗降場所が細かく設定されており、道の駅鄙の里では両線との乗り継ぎもできた。しかし利用者の伸び悩みなどにより、2014年（平成26年）4月に平日のみの運行に縮小。同年7月末をもって全線での運行を終了した。

## 廃止代替路線「丸線・平群線」
南房総市と館山市の支援により、日東交通が運行する廃止代替路線。館山駅から丸山地区へ運行する「丸線」、館山駅から道の駅三芳村を経由し富山地区平群へ運行する「平群線」の2路線がある。いずれもイオンタウン館山などの商業施設や、南房総市立富山国保病院への通院など、地域住民の生活の足を担っている。車両は特産物の果物が描かれた日野・リエッセが使用される。